# Fumika Sasano
Fumika Sasano (笹野 文香?, Sasano Fumika; Aomori, 26 giugno 1997) è una hockeista su ghiaccio giapponese.

## Biografia

### Club
Ha iniziato a giocare con le Hachinohe Reds, con cui ha esordito nella massima serie femminile giapponese nella stagione 2014-2015.
Due anni più tardi è passata alle Seibu Princess Rabbits, con cui ha giocato fino al termine della stagione 2021-2022. Ha vinto il titolo nella stagione 2017-2018.
Nell'estate del 2022 è stata messa sotto contratto dalle svedesi del Göteborg HC, che militavano nella massima serie svedese, per la sua prima esperienza all'estero. La squadra sospese però le proprie attività dopo pochi mesi, e la Sasano, rimasta senza squadra, si accordò fino al termine della stagione con la squadra femminile dei Malmö Redhawks, che milita nella seconda serie, la Damettan.

### Nazionale
Nel 2014 ha partecipato con il Giappone under 18 ai mondiali di categoria.
Nel 2017 ha fatto parte della nazionale universitaria che ha partecipato alla XXVIII Universiade invernale ad Almaty, chiusi al quinto posto.
Due anni più tardi, a Krasnoyarsk 2019 fu nuovamente convocata, e le giapponesi conquistarono la medaglia di bronzo.
È nel giro della nazionale maggiore dal 2019, ed ha preso parte a due edizioni del mondiale: 2021 e 2022.

## Palmarès

### Club
- All-Japan Women's Ice Hockey Championship: 1

Seibu Princess Rabbits: 2017-2018

### Nazionale
- Universiade invernale

 Krasnoyarsk 2019